# چسبک‌ماهیان
چسبک‌ماهیان (Echeneidae) نام تیره‌ای از ماهیان است به طول تقریبی 30 تا 90 سانتیمتر. در برخی از چسبک‌ماهی باله پشتی به شکل بادکش تغییر یافته که جانور بوسیله آن به زیر شکم کوسه ماهی می‌چسبد و بدین وسیله تغذیه خود را تأمین می‌کند، پراکندگی جغرافیایی آن گسترش یافته و محافظت می‌شود و کوسه‌ماهی از وجود این ماهی‌ها نه سود می‌برند و نه آسیب می‌بیند.